# Rottelsdorf (Gerbstedt)
Rottelsdorf ist eine Ortschaft der Stadt Gerbstedt im Landkreis Mansfeld-Südharz in Sachsen-Anhalt. Zur Ortschaft Rottelsdorf gehören die beiden nicht zusammengewachsenen Dörfer Rottelsdorf und Bösenburg.

## Geografie

### Geografische Lage

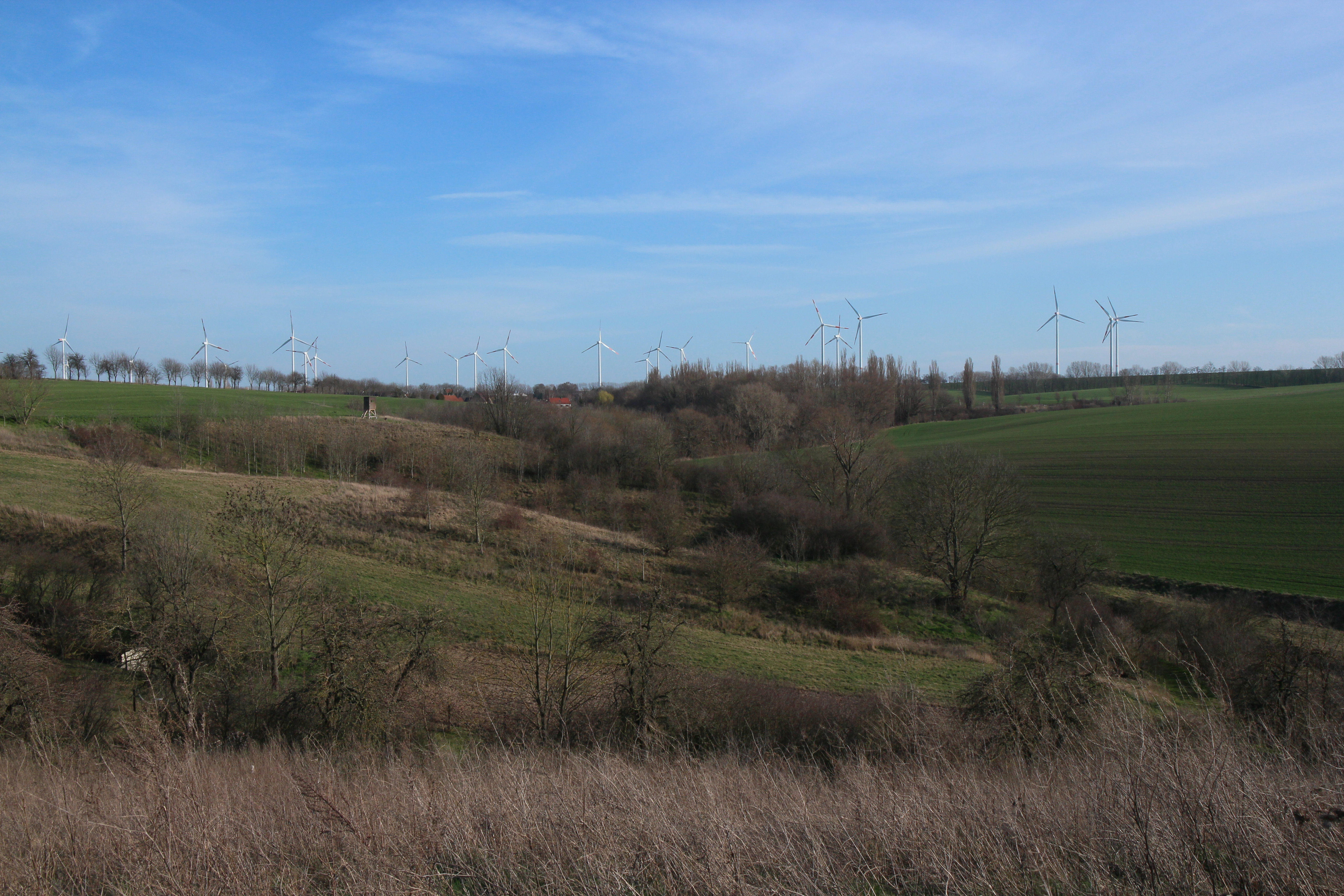
Blick auf Rottelsdorf von Bösenburg aus

Rottelsdorf ist der südlichste Ortsteil der Stadt Gerbstedt. Er liegt ca. 11 km nordöstlich von Eisleben und 7 km südlich des Hauptortes Gerbstedt in der Landschaft Mansfelder Platte im Mittelteil eines Einschnittes, der sich nach Westen in Richtung Bösenburg fortsetzt. Östlich des Dorfes zweigt dieser sich in verschiedene Äste auf. Direkt am durch den Einschnitt fließenden Bach Fleischgraben im Zentrum des Haufendorfs liegen der Dorfplatz und die Dorfkirche St. Simon und Judas. Ab der Stelle am Teich am westlichen Ortsrand tiefte sich der Fleischgrabens merklich in den Untergrund ein, sodass dort in Richtung Bösenburg steile Hänge zu finden sind. Zwischen Rottelsdorf und Beesenstedt im Osten steht ein größerer Windpark. Wenige Kilometer nach Nordosten fällt das Gelände zum Saaletal ab.

## Geschichte
Rottelsdorf ist ein altes Bauerndorf. Es wurde vermutlich während der fränkischen Besiedlungsphase im 8. oder 9. Jahrhundert gegründet. Später gehörte das Dorf zum Amt Helmsdorf.
Im Jahre 1273 wurde Rottelsdorf urkundlich erwähnt, als die Grafen Burchard IV. und Gebhard I. von Mansfeld dem Kloster Hersfeld das Patronat über die Kirche St. Simon und Judas im Dorf überließen.
Bei der Teilung der Grafschaft Mansfeld 1501 kam Rottelsdorf zum Hinterort Mansfeld.
Im Jahre 1588 forderte die Pest in Rottelsdorf 47 Todesopfer. Zu weiteren Ausbrüchen kam es 1611 und 1626. Von der letzten großen Pestwelle in der Region 1681 wurde Rottelsdorf verschont.
Die Überlieferungen der Kirchenbücher von Rottelsdorf beginnt im Jahre 1590. Während des Dreißigjährigen Kriegs gibt es eine längere Lücke in diesen Schriften. Nach dem Krieg fiel das Dorf für 16 Jahre wüst, wurde dann aber wieder neu besiedelt.
1709 brannte fast die gesamte Ortschaft nieder. Lediglich die Kirche St. Simon und Judas konnte gerettet werden.
Auf der südlich an Rottelsdorf vorbeigeführten Bahnstrecke Halle Klaustor–Hettstedt gab es von 1896 bis 1968 einen Haltepunkt und eine Anbindung mit der Eisenbahn an Hettstedt im Westen und Halle (Saale) im Osten. Südlich von Rottelsdorf ist diese Strecke noch an einem Erdwall neben der Landstraße zwischen Beesenstedt und Polleben sichtbar.
Am 1. Januar 2010 schlossen sich die Gemeinden Rottelsdorf, Augsdorf, Friedeburgerhütte, Hübitz, Ihlewitz, Siersleben, Welfesholz und Zabenstedt mit der Stadt Gerbstedt zur neuen Stadt Gerbstedt zusammen. Die Verwaltungsgemeinschaft Gerbstedt, zu der Rottelsdorf gehörte, wurde aufgelöst.

## Wirtschaft und Infrastruktur

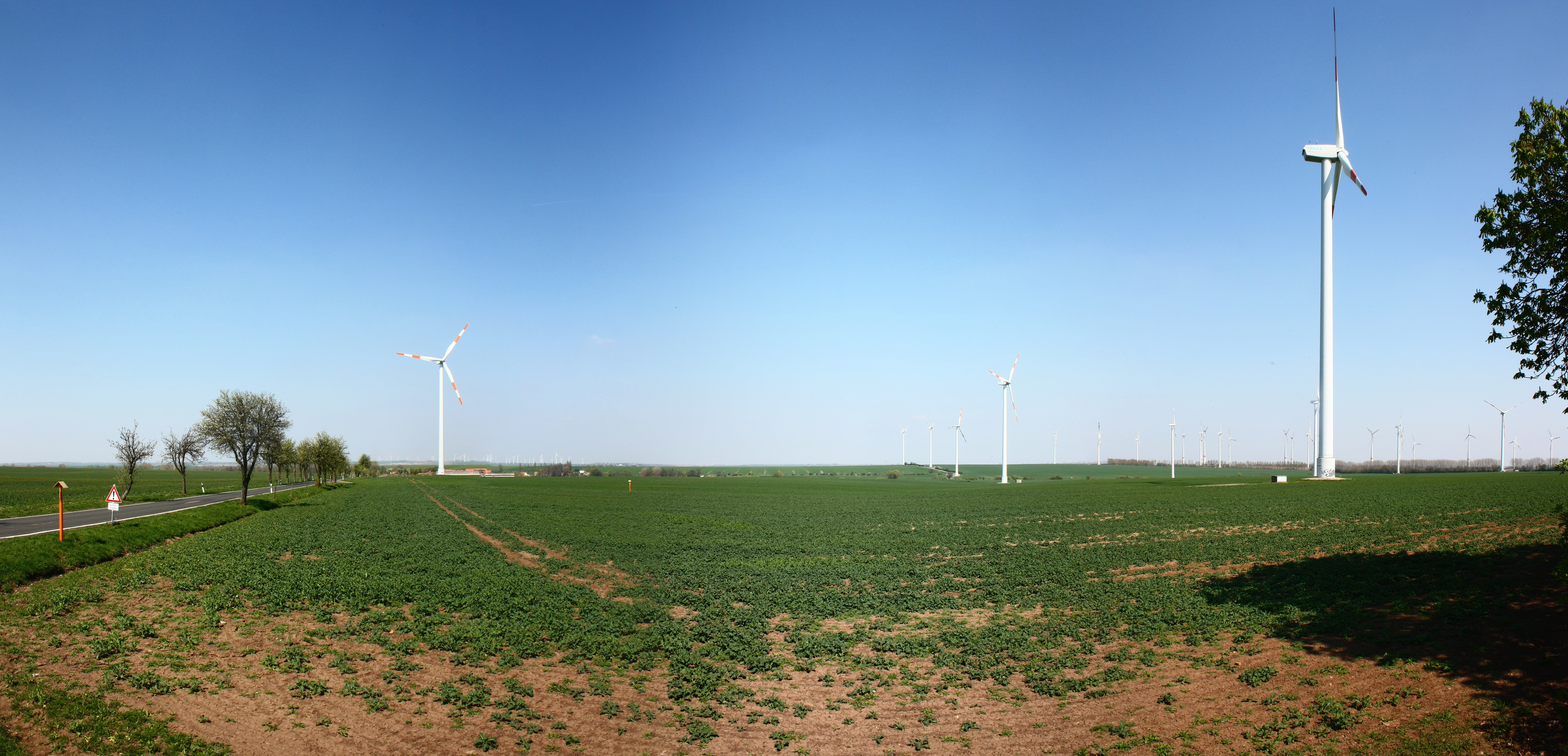
Acker und Windpark östlich von Rottelsdorf

Wirtschaftliche Grundlage des Ortes ist die Landwirtschaft sowie die Windenergie mittels des großen Windparks Rottelsdorf-Beesenstedt, der regelmäßig vergrößert wird.

### Verkehr
Zur Bundesstraße 180, die Aschersleben und Eisleben verbindet, sind es in westlicher Richtung 9,3 km. Wenige hundert Meter im Süden verläuft die Verbindungsstraße zwischen Halle (Saale), Mansfeld und dem Harz.

## Persönlichkeiten
- Otto Lemm (1895–1944), Kommunist und Widerstandskämpfer gegen das NS-Regime